# Alessandro Cecchi Paone
Alessandro Cecchi Paone (né le 16 septembre 1961 à Rome) est un journaliste, vulgarisateur, animateur de télévision et homme politique italien. Il a dirigé la chaîne culturelle Marcopolo (autrefois partie du bouquet Sky et désormais de Tivù Sat).
Il a lui-même déclaré être membre du Grand Orient d'Italie, l'obédience principale de la Franc-maçonnerie italienne,.
En octobre 2018, il participe à la troisième saison de l'émission télévisée Grande Fratello VIP, à partir du 29e jour — le même jour que l'élimination d'Eleonora Giorgi.
En avril 2023, il participe à la dix-septième saison de l'émission télévisé L'isola dei famosi au côté de son compagnon Simone.

## Carrière politique
Lors des élections européennes de 2004, où il est candidat pour Forza Italia, il se déclare « homophile ». Malgré 29 000 voix, il n'est pas élu député.
En 2008, il adhère au Parti républicain italien dont il devient en 2011 conseiller national. Devenu progressivement ouvertement homosexuel, il est candidat de Forza Italia aux européennes de mai 2014.